# Port lotniczy Vadul lui Vodă
Port lotniczy Vadul lui Vodă (rum. Aeroportul Vadul lui Voda) – mały port lotniczy zlokalizowany w mieście Vadul lui Vodă, w Mołdawii.